# Placówka wywiadowcza KOP nr 2
Placówka wywiadowcza KOP nr 2 – organ wykonawczy wywiadu Korpusu Ochrony Pogranicza.

## Formowanie i zmiany organizacyjne
Placówka utworzona została w lipcu 1929 w Wilnie. Wchodziła w skład Brygady KOP „Wilno”. Pod względem pracy wywiadowczej podlegała szefowi ekspozytury Oddziału II nr 1 „Wilno”, a pod względem pracy kontrwywiadowczej szefowi samodzielnego referatu informacyjnego DOK III Grodno, a pod względem wyszkolenia wojskowego dowódcy Brygady KOP „Wilno”. Działała na terenie odpowiedzialności 20.21. i 22 batalionu granicznego. Zgodnie z etatem placówka liczyła 3 oficerów, 3 podoficerów i 4 szeregowych. Pod względem administracyjno-gospodarczym placówkę przydzielono do 21 batalionu KOP. W 1937 jednostką administracyjną dla placówki nr 2 był pułk KOP „Wilno”.
W 1939 placówka wywiadowcza KOP nr 1 „Wilno” podlegała nadal szefowi ekspozytury Oddziału II nr 1 „Wilno” i stacjonowała w Wilnie.

## Obsada personalna placówki
Kierownicy placówki: 
- kpt Józef Siwkowski (27 VII 1929[12] – )
- p.o. kpt. Władysław Weyhert (15 IV 1934[13] − )

Obsada placówki w lipcu 1929
- kierownik placówki − kpt. Siwkowski Józef
- oficer ofensywny − por. Szymczyński Zygmunt
- oficer przemytniczy − kpt. Gąsior Franciszek

Obsada personalna w marcu 1939:
- kierownik placówki – kpt adm. (piech.) Władysław Weyhert
- oficer placówki – kpt. adm. (art.) Bronisław Eljaszewicz
- oficer placówki – kpt. adm. (piech.) Jan Stafiej
- oficer placówki – kpt piech. Stanisław Kostka Andrzej Laurentowski